# گونار آندرسون (بازیکن فوتبال)
گونار آندرسون (انگلیسی: Gunnar Andersson; ۱۴ اوت ۱۹۲۸ – ۱ اکتبر ۱۹۶۹) بازیکن فوتبال اهل فرانسه بود.
از باشگاه‌هایی که در آن بازی کرده‌است می‌توان به باشگاه فوتبال گوتبورگ، باشگاه فوتبال المپیک مارسی، باشگاه فوتبال مون‌پلیه، و باشگاه فوتبال بوردو اشاره کرد.
وی همچنین در تیم ملی فوتبال فرانسه (تیم ب) بازی کرده‌است.